# Décès en mai 2012
Décès
- 2008
- 2009
- 2010
- 2011
- 2012
- 2013
- 2014
- 2015
- 2016

Pour une information complémentaire, voir la page d'aide.

## Mai 2012
| Date    | Nom                              | Activités | Âge      | Source |
| ------- | -------------------------------- | --- | -------- | ------ |
| 1er mai | Jean-Guy Moreau                  | Humoriste, imitateur et acteur québécois.                                                                                    | 68       |        |
| 1er mai | Charles Pitts (en)               | Guitariste soul et blues américain.                                                                                          | 65       | (en)   |
| 1er mai | Ryszard Zapała                   | Coureur cycliste polonais.                                                                                                   | 72       |        |
| 2 mai   | Bayram                           | Plasticien, peintre, sculpteur, photographe et poète russe naturalisé français                                               | 74 ou 75 |        |
| 2 mai   | Emmanuelle de Dampierre          | Première épouse de Jacques Henri de Bourbon, prétendant légitimiste au trône de France (1941-1947).                          | 98       |        |
| 2 mai   | Claude Lefebvre                  | Compositeur et poète français.                                                                                               | 80       |        |
| 2 mai   | Fernando Lopes                   | Réalisateur portugais. | 76       | (pt)   |
| 2 mai   | Junior Seau                      | Joueur américain de football américain.                                                                                      | 43       |        |
| 2 mai   | Maurice Voutey                   | Résistant français à l'Occupation allemande et au régime de Vichy pendant la Seconde Guerre mondiale.                        | 87       |        |
| 2 mai   | Digby Wolfe                      | Acteur anglais. | 82       | (en)   |
| 2 mai   | Endang Rahayu Sedyaningsih       | Femme politique indonésienne.                                                                                                | 57       | (en)   |
| 2 mai   | Gilberto Torres                  | Footballeur international péruvien.                                                                                          | 83       |        |
| 3 mai   | Lloyd Brevett                    | Contrebassiste jamaïcain. | 80       | (en)   |
| 3 mai   | Felix Werder                     | Compositeur de musique classique et électronique australien d'origine allemande                                              | 90       | (en)   |
| 4 mai   | Angelica Garnett                 | Artiste peintre et femme de lettres britannique.                                                                             | 93       | (en)   |
| 4 mai   | Adam Yauch                       | Musicien et rappeur américain, membre des Beastie Boys.                                                                      | 47       |        |
| 4 mai   | Rashidi Yekini                   | Footballeur international nigérian.                                                                                          | 48       |        |
| 5 mai   | George Knobel                    | Entraîneur de football néerlandais.                                                                                          | 89       | (nl)   |
| 5 mai   | Mikhaïl Markov                   | Coureur cycliste russe | 74       | (ru)   |
| 5 mai   | Martine Ferrière                 | Actrice française | 85       | (fr)   |
| 5 mai   | Jimmy Smet                       | Footballeur belge | 34       |        |
| 5 mai   | Carl Johan de Suède              | Membre de la famille royale de Suède, fils du roi Gustave VI Adolphe de Suède.                                               | 95       |        |
| 6 mai   | Lubna Agha                       | Peintre pakistanaise. | 63       | (en)   |
| 6 mai   | James Isaac                      | Technicien des effets spéciaux et réalisateur américain.                                                                     | 51       |        |
| 6 mai   | Kóstas Karrás                    | Acteur et homme politique grec.                                                                                              | 75       | (en)   |
| 6 mai   | Jean Laplanche                   | Psychanalyste français. | 87       | (fr)   |
| 6 mai   | George Lindsey                   | Acteur américain. | 83       | (en)   |
| 7 mai   | Jules Bocandé                    | Joueur puis entraîneur de football sénégalais.                                                                               | 53       |        |
| 7 mai   | Guéorgui Lozanov                 | Éducateur et psychologue bulgare, développeur de la suggestopédie.                                                           | 85       | (en)   |
| 7 mai   | Nathalie Nerval                  | Actrice française, membre de la Comédie-Française (1977-2001).                                                               | 86       |        |
| 8 mai   | Yves Courrière                   | Écrivain, biographe et journaliste français.                                                                                 | 76       |        |
| 8 mai   | Robert de La Rochefoucauld       | Résistant français pendant la Seconde Guerre mondiale, membre de la direction des opérations spéciales de Winston Churchill. | 88       |        |
| 8 mai   | Maurice Sendak                   | écrivain et illustrateur américain, auteur de littérature pour enfants .                                                     | 83       |        |
| 9 mai   | Geoffrey Henry                   | Homme politique des îles Cook, premier ministre (1983 et 1989-1999) et leader du Parti des îles Cook (1979-2006).            | 71       | (en)   |
| 9 mai   | Vidal Sassoon                    | Coiffeur anglais. | 84       |        |
| 9 mai   | Seydina Insa Wade                | Auteur-compositeur-interprète sénégalais.                                                                                    | 63       |        |
| 9 mai   | Gulumbu Yunupingu                | Artiste australienne. | 67       | (en)   |
| 10 mai  | Jacques Boutet                   | Haut fonctionnaire français, PDG de la chaîne télévisée TF1 (1981-1982) et premier président du CSA (1989-1995).             | 84       |        |
| 10 mai  | Horst Faas                       | Photojournaliste allemand, lauréat du prix Pulitzer en 1965 et 1972.                                                         | 79       |        |
| 10 mai  | Balbino Giner                    | Peintre français. | 76       |        |
| 10 mai  | Günther Kaufmann                 | Acteur allemand. | 64       | (de)   |
| 10 mai  | Alain Larcan                     | Professeur émérite à l'Université Nancy-I, membre et ancien président de l'Académie nationale de médecine.                   | 81       |        |
| 10 mai  | Pekka Marjamäki                  | Joueur de hockey sur glace finlandais.                                                                                       | 64       | (en)   |
| 10 mai  | Eddie Perkins                    | Boxeur américain. | 75       | (en)   |
| 10 mai  | Joyce Redman                     | Actrice irlandaise. | 96       | (en)   |
| 10 mai  | Carroll Shelby                   | Pilote puis constructeur automobile américain, fondateur de la marque Shelby.                                                | 89       |        |
| 10 mai  | Andreas Shipanga                 | Homme politique namibien. | 80       | (en)   |
| 10 mai  | Gunnar Sønsteby                  | Résistant norvégien de la Seconde Guerre mondiale.                                                                           | 94       | (en)   |
| 10 mai  | Klaus Wenger                     | Directeur-gérant et membre fondateur de la chaîne de télévision généraliste Arte en Allemagne.                               | 64       |        |
| 11 mai  | Tony DeZuniga                    | Dessinateur de comics philippin, cocréateur du personnage Jonah Hex.                                                         | 71       |        |
| 12 mai  | Eddy Paape                       | Auteur et dessinateur de bande dessinée belge, cocréateur de Luc Orient.                                                     | 91       |        |
| 13 mai  | Horia Damian                     | Artiste peintre et sculpteur roumain, membre de l'Académie roumaine.                                                         | 90       | (ro)   |
| 13 mai  | Donald Dunn                      | Bassiste américain, membre de Booker T. and the M.G.'s et des Blues Brothers.                                                | 70       |        |
| 13 mai  | Les Leston                       | Pilote automobile anglais.                                                                                                   | 91       | (en)   |
| 13 mai  | Antoine Nguyên Van Thien         | Évêque catholique vietnamien.                                                                                                | 106      | (vi)   |
| 13 mai  | Youssef Rekik                    | Peintre et comédien tunisien.                                                                                                | 72       |        |
| 13 mai  | Lee Richardson (en)              | Pilote de speedway, champion du monde junior en 1999.                                                                        | 33       |        |
| 14 mai  | Tor Marius Gromstad              | Footballeur norvégien. | 22       | (no)   |
| 15 mai  | Henry Denker                     | Romancier, dramaturge et scénariste américain.                                                                               | 99       | (en)   |
| 15 mai  | Carlos Fuentes                   | Écrivain et essayiste mexicain.                                                                                              | 83       |        |
| 15 mai  | John Murray                      | Membre du clan Murray, 11e Duc d'Atholl.                                                                                     | 83       | (en)   |
| 15 mai  | Dominique Rolin                  | Écrivaine belge, membre de l'Académie royale de langue et de littérature françaises de Belgique.                             | 98       |        |
| 16 mai  | Chuck Brown                      | Chanteur, compositeur et guitariste américain.                                                                               | 75       |        |
| 16 mai  | Ernie Chan                       | Dessinateur de comics américain.                                                                                             | 71       |        |
| 16 mai  | Monique Mélinand                 | Actrice française. | 96       |        |
| 17 mai  | Warda Al Jazairia                | Chanteuse algérienne. | 72       |        |
| 17 mai  | France Clidat                    | Pianiste française. | 79       |        |
| 17 mai  | Gideon Ezra                      | Homme politique israélien, membre du parti Kadima et ministre de l'Environnement de 2006 à sa mort.                          | 74       |        |
| 17 mai  | Jean Olivier Hucleux             | Artiste peintre et dessinateur français.                                                                                     | 89       |        |
| 17 mai  | Patrick Mafisango (en)           | Footballeur international rwandais.                                                                                          | 32       |        |
| 17 mai  | Donna Summer                     | Chanteuse américaine de disco.                                                                                               | 63       |        |
| 18 mai  | Dietrich Fischer-Dieskau         | Baryton et chef d'orchestre allemand.                                                                                        | 86       |        |
| 18 mai  | Géraldine                        | Animatrice française de radio.                                                                                               | NC       |        |
| 19 mai  | Bob Boozer                       | Basketteur américain. | 75       | (en)   |
| 19 mai  | Ian Burgess                      | Pilote automobile anglais.                                                                                                   | 81       |        |
| 19 mai  | Muriel Cerf                      | Écrivaine française. | 61       |        |
| 19 mai  | Paul Cyr                         | Joueur de hockey sur glace canadien.                                                                                         | 48       | (en)   |
| 20 mai  | Robin Gibb                       | Chanteur et musicien britannique, membre des Bee Gees.                                                                       | 62       |        |
| 20 mai  | David Littman                    | lobbyiste britannique, défenseur des droits de l'homme à l'ONU de Genève.                                                    | 78       |        |
| 20 mai  | Abdelbaset Ali Mohmed Al Megrahi | Agent de renseignement et terroriste libyen, inculpé pour l'attentat de Lockerbie.                                           | 60       |        |
| 20 mai  | Eugene Polley                    | Ingénieur américain, coïnventeur de la télécommande.                                                                         | 96       |        |
| 22 mai  | Shiu-Ying Hu                     | Botaniste chinoise | 102      |        |
| 22 mai  | Albion Knight, Jr.               | Homme politique et pasteur anglican américain                                                                                | 87       | (en)   |
| 24 mai  | Jacqueline Harpman               | Écrivaine belge. | 82       |        |
| 24 mai  | Juan Francisco Lombardo          | Footballeur argentin. | 86       | (es)   |
| 25 mai  | Robert Fossier                   | Historien français | 84       | (fr)   |
| 25 mai  | Keith Gardner                    | Athlète jamaïcain, médaillé de bronze au relais 4 × 400 mètres lors des Jeux olympiques de 1960.                             | 82       | (en)   |
| 25 mai  | Edoardo Mangiarotti              | Escrimeur italien, vainqueur de six médailles d’or aux Jeux olympiques entre 1936 et 1960.                                   | 93       |        |
| 26 mai  | Arthur Decabooter                | Coureur cycliste belge. | 75       |        |
| 26 mai  | Stephen Healey (en)              | Footballeur gallois, soldat en Afghanistan.                                                                                  | 29       |        |
| 26 mai  | Simone Sauteur                   | Enseignante, poète et résistante française                                                                                   | 90       |        |
| 27 mai  | Simeon Daniel                    | Premier premier ministre de Niévès.                                                                                          | 77       | (en)   |
| 27 mai  | Friedrich Hirzebruch             | Mathématicien allemand. | 84       | (de)   |
| 27 mai  | Johnny Tapia                     | Boxeur américain. | 45       |        |
| 28 mai  | Judith Nelson                    | Soprano américaine. | 72       |        |
| 28 mai  | Ludovic Quistin                  | Footballeur français | 28       |        |
| 29 mai  | Dick Beals                       | Acteur américain. | 85       |        |
| 29 mai  | Mohamed Taieb Naciri             | Avocat et homme politique marocain.                                                                                          | 72       |        |
| 29 mai  | Kaneto Shindo                    | Réalisateur japonais. | 100      | (en)   |
| 29 mai  | Doc Watson                       | Guitariste, compositeur et chanteur américain.                                                                               | 89       |        |
| 30 mai  | Pierre Ceyrac                    | Jésuite français, missionnaire en Inde.                                                                                      | 98       |        |
| 30 mai  | Pete Cosey                       | Guitariste américain de jazz fusion.                                                                                         | 68       | (en)   |
| 30 mai  | Andrew Huxley                    | Biophysicien et physiologiste britannique, Prix Nobel en 1963                                                                | 94       | (en)   |
| 31 mai  | Rana Bahadur Bam                 | Juge à la Cour suprême du Népal.                                                                                             | 61       |        |
| 31 mai  | Roger Fournier                   | Écrivain québécois | 82       |        |
| 31 mai  | Farid Habib                      | Homme politique libanais. | 77       |        |
| 31 mai  | Kiyohiko Ozaki                   | Chanteur japonais. | 69       | (ja)   |
| 31 mai  | Paul Pietsch                     | Pilote automobile et homme de presse allemand. Doyen des pilotes de Formule 1.                                               | 100      |        |
| ? mai   | Madeleine Lambert                | Peintre française. | 76       |        |